# Carlo Bamberg
Carlo Bamberg (* 7. Januar 1947) ist ein ehemaliger luxemburgischer Fußballspieler.

## Laufbahn
Heimatverein des Offensivspielers war der FC Avenir Beggen aus dem Stadtteil von Luxemburg. Sein größter Erfolg mit den Gelb-Schwarzen war in der Saison 1968/69 der Meisterschaftsgewinn in der Division Nationale. Bamberg – er wird in der höchsten Spielklasse mit insgesamt 101 Toren geführt – kam 1969/70 auch in den zwei Spielen gegen den AC Mailand (0:5, 0:3) im Europapokal der Landesmeister zum Einsatz. Er bestritt zwischen 1969 und 1972 zwei Länderspiele für Luxemburg. In der Saison 1973/74 stand er mit Beggen gegen Jeunesse Esch im Endspiel um den Luxemburger Fußballpokal.
Sein Debüt in der Nationalmannschaft gab er am 5. November 1969 unter Trainer Ernst Melchior bei einem Freundschaftsspiel gegen die belgische B-Auswahl in Charleroi, was mit 2:3 verloren wurde. Beim WM-Qualifikationsspiel gegen Italien am 7. Oktober 1972 wurde er in der zweiten Halbzeit eingewechselt. Er stürmte dabei an der Seite von Gilbert Dussier, das Spiel wurde mit 0:4 verloren.